# مردم خشمگین (فیلم)
مردم خشمگین (به انگلیسی: Fierce People) یک فیلم سینمایی درام، دلهره آور و یک فیلم مستقل آمریکایی محصول سال ۲۰۰۵ که از رمانی به همین نام اقتباس شده‌است. کارگردان فیلم گریفین دان و بازیگران اصلی داین لین، دونالد ساترلند، آنتون یلچین، کریستن استوارت و کریس ایوانز می‌باشند.

## داستان
یک ماساژور به دنبال غلبه بر اعتیاد و ارتباط مجدد با پسرش می‌باشد. شوهر او یک انسان‌شناس می‌باشد که در آفریقا بر روی مردم منطقه‌ای بنام “Yanomani” تحقیق به عمل می‌آورد و…

## تولید
بخشهایی از این فیلم در لوکیشن بریتیش کلمبیا، کانادا و در قلعه هتلی فیلمبرداری شده‌است.

## باکس آفیس
این فیلم با اکران محدود روبرو شد و ۸۵۴۱۰ دلار فروش در گیشه آمریکا داشت.